# 朱鍾鍑
阳曲王朱鍾鍑（1430年代—1522年），明朝阳曲荣靖王朱美垙庶长子，后被废。

## 生平

### 早年
景泰二年（1451年）二月赐名。三年（1452年）十二月，封镇国将军，赐诰命冠服等物。五年（1454年）三月，赐夫人侯氏冠服诰命。十月，因堂兄晋庄王朱锺铉所请，他本年的折色宝钞俸禄暂时改为本色。六年（1455年）十一月，朱美垙奏两庶子镇国将军朱鍾鍑、朱鍾镆岁禄千石内的本色五百石由平阳府仓关供应，米多陈腐，请求从每年新收米麦内支取，获准。
成化十六年（1480年），朱美垙薨。次年（1481年）九月，遣恭順侯吳鑑、阳武侯薛伦、应城伯孙继先、武平伯陈能为正使，吏部郎中吴珉、户部郎中吕昇、兵部郎中朱绅、刑部郎中林和为副使，持节册封朱鍾鍑为阳曲王，侯氏为王妃。

### 被废
朱鍾鍑的妹妹房山縣主与儀賓王鏜争吵后上吊自杀，朱鍾鍑杖责王鏜并囚禁。王鏜害怕，献出二百兩银子得脱，对外称病死。
成化二十年（1484年）二月，因阳曲荣靖王妾武氏、朱鍾鍑弟镇国将军朱鍾𨬋夫人吴氏各取异姓子冒充自己的儿子请名食禄，朱鍾鍑与父妾通奸生子、与庶母构怨使人将其抓捕等多件不法事、王妃侯氏纵宫人淫乱等都事发，武氏、吴氏与朱鍾鍑所奸父妾都赐自尽，同谋取异姓子者绞死，朱鍾鍑降为庶人，侯氏革封号，收回冠服册命，奸生子随同居住，不得请名请封，其余坐罪者分别治罪，命以其事遍告各王府。因阳曲王府互相揭发冒充宗室，王鏜之事也被揭发，交山西按察司分廵官驗問得实情，判王鏜徒刑，都察院覆奏，明宪宗下旨王鏜不得赎罪，交鎮守內官杖八十，革儀賓職。
二十一年（1485年）二月，朱鍾鍑夫人邓氏与道士张德山私通事泄，邓氏自缢，张德山处斩，明宪宗认为朱鍾鍑闺门不肃，有玷宗室，写信给晋王朱锺铉令当面斥责。
朱鍾鍑生母彭氏多次奏请恢复朱鍾鍑冠带。弘治七年（1494年）三月，明孝宗称朱鍾鍑是因为伤坏伦理降为庶人，不许其再累次为此上奏。
朱鍾鍑曾进献琴，诏命不纳，并降敕书切责，规定如有宗室庶人越分进贡，由本部参奏处分。

### 复封
正德二年（1507年）九月，因大宦官刘瑾受贿，朱鍾鍑因彭氏所奏得以复封为阳曲王。
朱鍾鍑奏本府诸将军府另有各省逃差遊食者投充服役，生事害人，請求嚴加禁治，以安良善。事下兵部商议，获准。正德四年（1509年）正月，明武宗同意，令各該巡按御史通行榜示、責限禁約各王府自己打发这些人回归藉伍，如仍如前投托影射生事，如系百姓则發口外軍舍，如系兵丁则发極邊衞分充軍，邻居、主人不出首则連坐。
二月，朱鍾鍑奏妃侯氏病故，请求將妾侯氏賜封夫人。礼部按明武宗圣旨回复称無此例，不准。

### 再废
正德五年（1510年）十一月，礼部指出朱鍾鍑的王位系攀附得复，应该革除。武宗命共商此事。十二月，礼部会同府部等衙门议定朱鍾鍑是因败伦伤化被废，复封为刘瑾受贿所为，武宗下诏认为朱鍾鍑有伤伦理，情罪深重，仍革爵降为庶人。
因朱鍾鍑先前所请，正德六年（1511年）正月，朝廷旌表朱鍾鍑弟鎮國將軍朱鍾鑕孝行。
正德八年（1513年）十月，给朱鍾鍑宫人口粮每月三石。
正德九年（1514年）十二月，朱鍾鍑自称八十馀岁且染病，奏请在王宫养老，令其孙辅国将军朱表椲摄理王府。事下礼部商议，令朱表椲以本等职事暂摄府事，凡应奏之事仍告知朱鍾鍑上奏，朱表椲以后不得妄请袭封阳曲王。武宗同意。
嘉靖元年（1522年），朱鍾鍑卒。其子孙只能世代管阳曲王府事，不能袭封为阳曲王。南明年间，其五世孙朱敏渡才得以复封为阳曲王。

## 影响
岷靖王朱彦汰被废，嘉靖八年（1529年）二月，镇巡官推荐岷世子朱譽榮代理王府事。朱誉荣上疏坚辞，世宗令礼部复核朱彦汰与赵靖王朱見灂和朱鍾鍑罪行的轻重异同上报。嘉靖十年（1531年），朱譽榮请求辞去代理王府事，让父亲复封。礼官以朱見灂和朱鍾鍑为例，许朱彥汰恢复冠帶管理府事。朱彥汰后来复封。

## 家庭

### 妻妾
- 王妃侯氏
- 夫人邓氏
- 妾侯氏

### 子孙
- 嫡长子朱奇湜，成化十九年（1483年）十二月赐名[25]，正德九年（1514年）十二月已故，无存活后嗣
- 次子镇国将军朱奇洞，成化十三年（1477年）三月赐名[26]，正德九年（1514年）十二月已故
  - 庶長子辅国将军朱表椲，弘治八年（1495年）八月赐名
  - 辅国将军朱表槾
    - 奉国将军朱知熃
- 第四子朱奇浏，弘治八年（1495年）八月赐名[27]
- 第六子朱奇漨，弘治十年（1497年）八月赐名[28]
- 崞縣縣主，儀賓汪洋，弘治元年（1488年）八月赐诰命冠服[29]
- 賀縣縣主，儀賓郝䌳，弘治四年（1491年）九月赐诰命冠服
- 長平縣主，儀賓段杲，弘治四年（1491年）九月赐诰命冠服[30]